# Focke-Wulf Fw 189 Uhu
Focke-Wulf Fw 189 Uhu, tyskt flygplan från Focke-Wulf, som i första hand var avsedd som ett spaningsflygplan med begränsade möjligheter till arméunderstöd. Planet tillverkades 1938-1944 och användes främst på östfronten som taktiskt spaningsplan.
Sammanlagt tillverkades ca 850 plan av typen Fw 189, varav drygt 30 konverterades till nattjaktplan.

## Utveckling
År 1937 tog Reichsluftfahrtministerium fram en specifikation för ett nytt spaningsflygplan för taktisk spaning som skulle ersätta Henschel Hs 126 som precis hade tagits i tjänst. En motoreffekt på 850 till 900 hk var specificerad tillsammans med krav på plats för tre besättningsmän och god sikt runt om. Specifikationen sändes till Arado och Focke-Wulf. Arados konstruktion, Arado Ar 198, föredrogs ursprungligen då det var ett tämligen konventionellt högvingat enmotorigt flygplan med en glasad buk för observationer. Kurt Tank som var chefskonstruktör på Focke-Wulf designade Fw 189 mer okonventionellt med två bommar och en glastäckt gondol. Blohm & Voss föreslog på eget initiativ den asymmetriska Blohm & Voss BV 141.

## Varianter
Den huvudsakliga produktionsvarianten var spaningsplanet Fw 189A, med två undervarianter A-1 och A-2.
- Fw 189 A-0: Förproduktionsvariant byggt i 10 exemplar för utprovning på förband.
- Fw 189 A-1: Den första produktionsvarianten med en 7,92 mm MG 15 i ryggtornet, MG 15 i aktertornet, två 7,92 mm MG 17 i vingrötterna och fyra 50 kg bomber. Istället för bomber kunde två olika kameror medföras Rb 20/30 eller Rb 50/30.
- Fw 189 A-1 Trop: Tropikvariant.
- Fw 189 A-1/U2: VIP transportversion.
- Fw 189 A-1/U3: VIP transportversion.
- Fw 189 A-2: Ersatte de rörliga MG 15 kulsprutorna med MG 81Z tvillingkulsprutor.
- Fw 189 A-3: Tvåsitsigt skolplan med dubbelkommando, endast ett fåtal byggda.
- Fw 189 A-4: Lätt markattackplan med två 20 mm MG 151/20 och extra pansar för motorerna och undersidan av flygkroppen.
- Fw 189 B: Femsitsigt skolplan, 13 byggda.
- Fw 189 B-0: Tre förserieplan.
- Fw 189 B-1: Femsitsigt skolplan, 10 byggda.